# Sempervivum carpathicum
Sempervivum carpathicum — вид квіткових рослин з родини товстолистових (Crassulaceae).

## Поширення
Поширення: Словаччина, Польща, Румунія, Україна.

## Підвиди
- Sempervivum carpathicum subsp. carpathicum — Словаччина, Польща, Румунія, Україна
- Sempervivum carpathicum subsp. heterophyllum (Hazsl.) Letz — Словаччина

## Синоніми
- Sempervivum montanum var. carpathicum (Wettst. ex Prodan) Domin
- Sempervivum montanum subsp. carpathicum (Wettst. ex Prodan) A.Berger